# Relations entre les États-Unis et le Japon
Les relations entre les États-Unis et le Japon renvoient aux relations internationales entre l'empire du Japon, devenu le Japon en 1946, et les États-Unis d'Amérique. 
Elles s'étendent de l'arrivée du commodore Perry à l'empire du Japon en 1853 jusqu'à nos jours. Une première période est marquée par l'ouverture forcée de l'empire du Japon sur le monde à des fins commerciales dont les États-Unis voulaient profiter. C'est seulement à partir du début du XXe siècle que les États-Unis entreprennent d'apaiser leurs relations avec le Soleil Levant, et d'aller jusqu'à une ère de coopération. Seulement, l'arrivée de Hirohito sur le trône impérial en 1926 annonce le début de la remilitarisation japonaise et la renaissance des tensions. Cette remilitarisation conduit alors à l'affrontement armé entre les États-Unis et le Japon à partir de la bataille de Pearl Harbor, engageant les deux pays dans la Seconde Guerre mondiale.

## L'ouverture contrainte du Japon à l'apaisement (1853-1907)
Avant l'ère Komei (1846-1867), les échanges du Japon avec les autres pays sont limités par la politique du sakoku. Une loi shogunale ordonne l'exécution de tout étranger posant le pied sur le territoire en dehors des ports francs désignés (notamment celui de Dejima à Nagasaki):134. Dans le même temps, les Américains développent des intérêts commerciaux dans les régions de l'archipel. En effet, les baleiniers américains passent souvent près des littoraux de l'empire sans pouvoir se réapprovisionner. Après de multiples demandes, les Américains sont les premiers à contraindre le Japon à l'ouverture. En 1853, le commodore Perry entre dans la baie de Tokyo pour demander l'ouverture commerciale du pays. Le malaise s'installe chez les dirigeants, et le « bakumatsu » (fin du shogunat) est évident. Le gouvernement se divise alors en deux tendances : les conservateurs désirent expulser les étrangers et se rallient au cri de « expulser les barbares » (攘夷, jōï):137, alors que les réalistes, ayant pris peur devant les canons de Perry, demandent la soumission aux exigences américaines.
Lors du retour de Perry en février 1854, le gouvernement du shogun, l'empereur, ainsi que les nombreux daimyos consultés tranchent en faveur du rejet de la requête du président américain Millard Fillmore. Lorsque la flotte de Perry revient en 1854 dans la baie d'Edo pour obtenir la réponse de l'empire, le shogunat Tokugawa se trouve incapable d'appliquer la décision shoguno-impériale face à la flotte américaine. Finalement, les deux partis signent la convention de Kanagawa. Le gouvernement autorise les bâtiments américains à se ravitailler sur les ports de Shimoda et Hakodate. Un consul américain est même autorisé à s'établir à Shimoda.
Le Traité Harris ou « traité d'amitié et de commerce » est signé entre les États-Unis et le Japon au temple Ryōsen-ji à Shimoda le 29 juillet 1858. Il ouvre les ports de Tokyo et de quatre autres villes japonaises au commerce américain et accorde l'extraterritorialité aux étrangers, entre autres conditions.

### Mission japonaise de 1860 aux États-Unis
Le 13 février 1860, une première ambassade de l'empire du Japon est envoyée aux États-Unis à bord du bâtiment américain l'USS Powhatan et d'un vaisseau japonais le Kanrin Maru. La mission est composée de trois diplomates : l'ambassadeur Shinmi Masaoki, le vice-ambassadeur Muragaki Norimasa et l'observateur Oguri Tadamasa, ainsi que de quelque 170 autres samouraïs, bureaucrates et scientifiques. L’objectif de l'ambassade arrivée à San Francisco est de négocier un nouveau traité d'amitié, de commerce et de navigation avec les Américains afin de rééquilibrer certains aspects inégaux du précédent traité Harris de 1858, en vain. L'envoi d'un navire de guerre japonais aux États-Unis permet également aux Japonais de montrer que malgré 250 ans d'isolement, l'archipel est parvenu, en seulement 6 ans, à se doter d'armements modernes à l'occidentale.

### Le bombardement allié de Shimonoseki de 1864

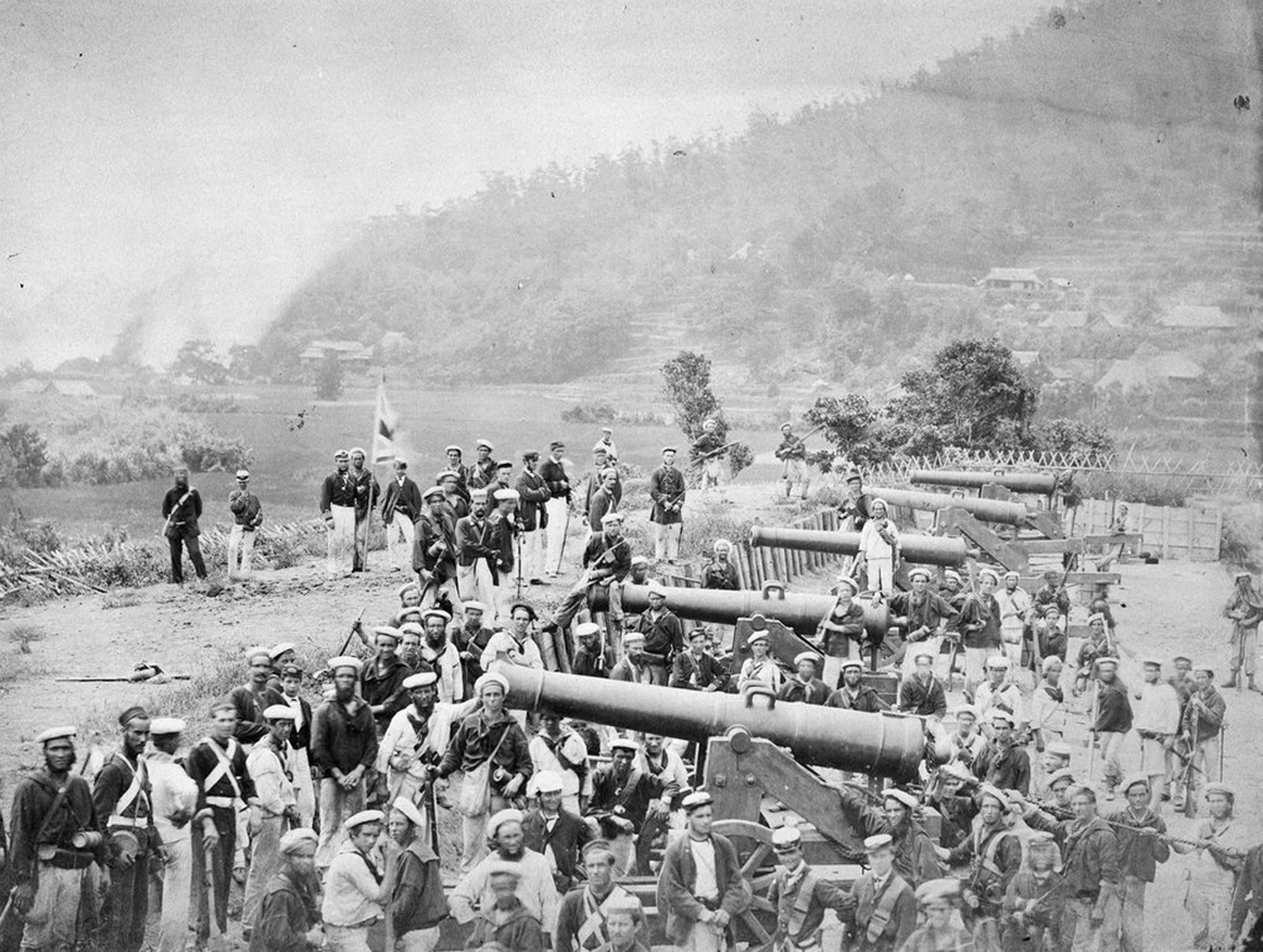
Capture d'une batterie d'artillerie à Shimonoseki.

Les États-Unis à l’épreuve de la montée de l’impérialisme japonais (fin des années 1880 jusqu’au début du XXe siècle) : le Japon est tout à la fois un « Extrême-Orient » contraint à l’ouverture par les États-Unis qui a su développer l’imitation et l’apprentissage des modèles occidentaux et un « Extrême-Orient » car ce pays s’industrialise et se lance dans la colonisation progressivement. En 1894, il intervient en Corée, royaume vassal de la Chine et le conflit se solde par une victoire écrasante des Japonais et, en avril 1895, est signé le traité de Shimonoseki qui octroie au Japon l’île de Taïwan, l’archipel des Pescadores et la presqu’île du Liao. En 1899, le secrétaire d’État John Hay énonce la doctrine de la porte ouverte, qui se veut contre l’existence de zones d’influence en Chine et contre toute discrimination en matière commerciale. 
Le règlement du conflit russo-japonais (1904-1905) se déroule lors du traité de Portsmouth en 1905 et voit les États-Unis se poser comme médiateurs du conflit. Le Japon obtient la Mandchourie, la Corée, le sud de l'île Sakhaline, mais pas l’énorme indemnité qu’ils réclamaient. Peu après la conférence de Portsmouth, Roosevelt reconnaît la domination de Tokyo sur la Corée par le biais des accords de Taft-Katsura (en). Ce conflit marque la victoire d’une puissance d’Extrême Asie sur les forces occidentales pour la première fois, entraînant la méfiance à l’égard des Japonais et la peur du « péril jaune ». 
L’immigration japonaise est, par ailleurs, de plus en plus présente à l’Ouest des Rocheuses, ce qui va progressivement entrainer une montée du racisme et une limitation de l’immigration. En 1906, après les Chinois, la Californie étend la ségrégation aux Japonais. En 1907, le Japon et les États-Unis conviennent d’un « accord à l’amiable » ou gentlemen’s agreement qui restreint l’immigration japonaise.

## La volonté des États-Unis d’apaiser ses relations avec le Japon (1907-1926)
De décembre 1907 à février 1909, la flotte américaine fait le tour du monde. Elle s’arrête notamment dans les ports japonais pour témoigner de l’amitié entre les deux pays. D’autre part, Théodore Roosevelt obtient le prix Nobel de la paix pour son rôle d’arbitre dans le conflit russo-japonais notamment. Ainsi, le danger de la guerre est écarté. William Taft est choisi par Roosevelt pour être son successeur, et ce dernier veut qu’il continue sa politique progressiste. Or cela ne va pas être le cas puisque W. Taft laisse la politique étrangère à son secrétaire d’État, Philander Knox qui développe la « diplomatie du dollar » en Asie. Il s’agit d’y défendre l’intérêt national par des investissements massifs. Ainsi, le Japon se rapproche de la Russie.

### L'immigration japonaise aux États-Unis vers 1920: l’«Oriental Exclusion Act» en 1924
Entre 1880 le début des années 1920, l'immigration japonaise aux États-Unis s'élève à plus de 400 000 migrants. Seulement, sous l'administration Coolidge, l'immigration japonaise est stigmatisée et aboutit à l'« Oriental Exclusion Act ». Il interdit l’immigration asiatique et une loi d’exclusion interdit également aux Japonais de se faire naturaliser américains. Cette mesure est perçue comme une insulte par les militaristes japonais, d’autant plus que les Japonais s’étaient montrés jusque-là fort arrangeants

### Les années 1920: l’esprit de coopération
La délégation japonaise propose lors du traité de Versailles de 1919 l’introduction d’une clause d’égalité des races. Or les États-Unis refusent et la proposition est rejetée. Au début des années 1920, une rivalité nouvelle est apparue entre les États-Unis et le Japon mais va finalement trouver un compromis. Or ce compromis est dépendant du contexte de prospérité des années 1920 et reste fragile. Une ère de coopération s’ouvre au prix d’un recentrage, d’un recul politique et militaire japonais en Asie orientale et au profit des États-Unis. La conférence de Washington sur le désarmement et la défense de l’intégrité en Chine se déroule de novembre 1921 à février 1922. Le Japon abandonne ses ambitions et cette conférence marque le succès de diplomatie américaine ainsi que l’échec du plan d’expansion japonais en Asie orientale avec le Traité de Washington de 1922. Le Japon semble choisir la voie de l’expansion pacifique.
Sous le gouvernement de Kijūrō Shidehara (« années Shidehara »), ministre des affaires étrangères, engage une politique de coopération avec les États-Unis et une « collaboration internationale » avec la Société des Nations. C’est aussi l’époque de la « diplomatie économique » avec la Chine. Le gouvernement de Tokyo reconnait l’unité chinoise et s’engage à une non intervention dans ses affaires intérieures.

## Les débuts de l'ère Showa, les relations entre le Japon et les États-Unis durant la montée du militarisme japonais (1926-1941)
L'ère Showa correspond au règne de l'empereur Hirohito de 1926 à 1989.

### Traité naval de Londres 1930
Le traité naval de Londres, entièrement désigné comme le « traité pour la restriction et la réduction d'armement naval » liait, en plus des États-Unis et du Japon, la Grande-Bretagne, la France ainsi que l’Italie. Cette conférence tenue en avril 1930 visait à interdire la construction de nouveaux bâtiments de guerre dans les flottes nationales pour éviter d'aller en direction du conflit armé.
Dans son application, les flottes américaine, britannique et japonaise se sont entendues pour permettre la construction de « croiseurs légers », qui se trouvent être en réalité des bâtiments de type « dreadnought » lourdement armés. La limite japonaise de construction de croiseur est inégalement imposée par une limite de 70 % du tonnage américain ou britannique. La volonté japonaise de développer sa flotte au-delà du tonnage prévu lors du traité de Washington de 1922 illustre la politique expansionniste se mettant progressivement en place parmi l'élite militaire. De plus, à la suite de l'adoption de la clause de limitation de la flotte, une partie du gouvernement se détache pour former un groupe de militaires hostiles au gouvernement Minseito, signataire du traité. Ce groupe est appelé faction de la flotte.

### La crise économique
La crise de 1929 atteint peu à peu le Japon et entraîne l’effondrement du commerce extérieur japonais et l’influence croissante du pouvoir militaire qui, combinés aux problèmes structurels que sont le problème démographique et l’insuffisance de la demande intérieure, vont entrainer le retour à l’expansion armée

### La non-reconnaissance du Mandchoukouo par les États-Unis en 1931

Carte du Mandchoukouo (en vert).

Dans la nuit du 18 septembre 1931, un tronçon de chemin de fer est saboté en Mandchourie par de jeunes militaires japonais. Le gouvernement de Tokyo s'empresse de rejeter la faute sur les Chinois et d'envahir la Mandchourie afin d'en faire un État vassal du Japon. Cette politique expansionniste type répond à un mythe populaire (« infondé » selon E. Behr) qui fait de la Mandchourie un territoire pouvant accueillir et nourrir des millions de Japonais. Ainsi, ce qui fut plus tard appelé l'« incident de Mukden » permet l'établissement d'un État subordonné à Tokyo : le Mandchoukouo, dirigé par l'empereur fantoche Puyi, ancien et dernier empereur de Chine.
À la suite du rapport Lytton demandé par la Société des Nations sur l'« incident », les positions internationales furent prises. Le rapport dénonçait une agression japonaise préméditée sur le sol chinois (des canons japonais étaient entre autres cachés dans une « piscine » récemment construite). Les États-Unis optèrent stratégiquement pour la « doctrine Stimson », du nom du secrétaire d'État américain qui notifia ainsi la non-reconnaissance des conquêtes japonaises, contraires au pacte Briand-Kellogg, et désirant ainsi maintenir le système de Versailles. Afin de garantir les intérêts commerciaux que les États-Unis possédaient avec la Chine, l'administration Hoover entretenait la politique de la « Porte Ouverte », et fournit des moyens militaires aux Chinois afin qu'ils puissent résister à l'expansionnisme japonais

### Traités et pactes
Le 29 décembre 1934, le gouvernement japonais signale qu'il compte mettre fin au traité de Washington de 1922. Ses dispositions restèrent en vigueur jusque fin 1936, et il ne fut pas renouvelé.
Un Pacte anti-Komintern est signé en 1936, entre l'Allemagne nazie et l'Empire du Japon, lesquels sont ensuite rejoints par d'autres États ayant des gouvernements fascistes ou à tendances fascistes. La même année, le Second Traité naval de Londres est signé, le 25 mars, entre la France, le Royaume-Uni et les États-Unis.

### La guerre sino-japonaise de 1937
Les États-Unis, suivis peu après par la Grande-Bretagne et les Pays-Bas, engagent un embargo général sur toutes leurs exportations de pétrole et de matières premières dans l'espoir de contraindre le Japon à une attitude plus conciliante. Hirota nouvellement nommé premier ministre, voit se placer dans son ombre le ministre de la Défense impériale Hisaichi Terauchi, qui a la ferme intention de soumettre la Chine.
Dans les semaines qui précédent l'« incident du pont Marco Polo » et l'invasion de la Chine, Hirohito ne laisse paraître aucune rumeur sur le plan qui se trame. Rappelant souvent officiellement les liens personnels qui lient l'empereur aux États-Unis, il ne faiblit pas lorsque le président des Philippines Manuel L. Quezon passe par le Japon pour faire escale en direction des États-Unis accompagné par le général MacArthur. Joseph Grew, ambassadeur américain au Japon, note qu'il a rarement vu l'empereur aussi « affable »:265.

### L'attitude de Roosevelt face à l'expansionnisme japonais
Lors de la guerre sino-japonaise de 1937, Roosevelt se voit confronté à une nouvelle baisse économique aux États-Unis et ne peut donc pas se permettre de faire appliquer le Neutrality Act, les lois de neutralité à l'égard des évènements d'Extrême-Orient. Il laisse donc les entreprises d'armement armer progressivement la Chine d'une part, pour qui les États-Unis sont la seule source d'armes, et le Japon d'autre part, à qui ils fournissent environ six fois plus de matériel. Le gouvernement Roosevelt se trouve ainsi fournisseur du massacre sino-japonais, et catalyseur de l'expansionnisme japonais:366.
Toutefois, F. D. Roosevelt fait, le 5 octobre 1937, un discours resté célèbre sur la « quarantaine » qui doit alors préserver les États-Unis de tout pays agresseur et donc d'une entrée en guerre, afin de ne pas froisser un électorat éminemment isolationniste:322 : « Lorsqu'une épidémie se répand, on met en quarantaine les malades pour protéger la santé de la communauté… La guerre est une contagion, qu'elle soit déclarée ou non… ». À partir de ce discours, le président Roosevelt implique son pays dans la marche vers la guerre. Les démocraties se battant avec des discours, une réunion est organisée à Bruxelles en novembre : les puissances de l'Axe n'y prennent pas part.
La canonnière USS Panay est coulée par l'aviation japonaise sur le Yangtze, le 12 décembre 1937, mais les États-Unis n'interviennent pas. Mésentente entre les militaires et hommes politiques japonais. Les Américains obtiennent des excuses de la part du gouvernement de Tokyo ainsi qu'une réparation de deux millions de dollars et l'Incident du Panay est clos.
En 1938, le Japon affirme la doctrine du « Nouvel ordre en Asie orientale ». En conséquence, Roosevelt dépose, fin janvier 1938, un vaste projet de réarmement naval devant le Congrès afin que la flotte puisse tenir tête aux flottes de l'Axe. Les Chambres donnent leur accord trois mois plus tard, mais la politique de Roosevelt reste néanmoins toujours très vague. Demandant la construction de nouveaux armements, il réaffirme au Congrès la nécessité de ne pas rentrer dans la guerre:356.
Finalement, à la suite de l'échec de la démarche conciliatrice de Roosevelt pour réunir les puissances autour du dialogue, les États-Unis se montrent plus fermes avec le Japon. Dans le même temps, le prince Konoe, chef du gouvernement nourri de sympathies envers les Américains est remplacé par le baron Hiranuma, pro-allemand. En 1940, le gouvernement japonais se rallie au plan d’expansion dans le Sud-Est asiatique. Les États-Unis, qui sont pour la doctrine de la « Porte Ouverte », s’y opposent. En février, la flotte japonaise prend possession de plusieurs îles au large de l'Indochine, dont celle de Hainan, et de plusieurs atolls dans le Pacifique, qui n'ont pas grand-chose à voir avec la guerre sino-japonaise. Roosevelt fait alors se rassembler, en avril 1940, une partie de la flotte le long des possessions pacifiques américaines, avant de dénoncer le traité de commerce qui liait le Japon aux États-Unis. À partir de juillet 1940, les exportations de fer et de pétrole à destination du Japon se trouvent réduites de manière draconienne.

### L'invasion japonaise de l'Indochine engage le Japon vers Pearl Harbor
Le Japon profite de la défaite française de juin 1940 pour menacer les positions de l’État français en Indochine. Quelque 44 000 hommes sont déployés pour avoir raison des 10 000 Français occupant l’Indochine, alors devenue territoire occupé par les Japonais. Lors de l'invasion de l'Indochine par le Japon, les États-Unis finissent par mettre un embargo total sur les exportations de matières premières afin de saper la machine de guerre japonaise. Plusieurs options s'offrent alors aux militaires japonais. Avec deux ans de réserve de pétrole pour alimenter l'armée, le gouvernement juge opportun de lancer une offensive pour définitivement soumettre la Chine et ne plus manquer de matières premières et de munitions. Le retrait de la Chine pour lever l'embargo américain ne parait pas une option conforme à Hirohito, qui ne veut pas perdre la face. Il choisit d'adopter une politique belliciste:390.

### Stratégie et rapports de force dans le Pacifique
Le Japon choisit alors de s'étendre vers le Sud pour espérer un ravitaillement de matières premières dans les îles philippines et indonésiennes : « sphère de coprospérité du Grand Est asiatique ». Cette option rend la guerre avec les États-Unis, les Pays-Bas et la Grande-Bretagne inévitable. C'est pourquoi le Japon couvre ses arrières en signant un pacte avec les Soviétiques, en avril 1941 . Le Japon estime que tant que l'Allemagne n'aura pas subi de défaite cuisante, les forces américaines ne se reconcentreront pas dans le Pacifique, laissant le champ libre au Japon pour manœuvrer sans trop de contraintes. L’Allemagne représente donc la première ligne de la stratégie japonaise.
Les ultimes négociations qui ont lieu du 7 novembre au 7 décembre 1941 sont un dialogue de sourds. Le 7 décembre 1941, l’ambassadeur japonais annonce au département d’État la rupture des pourparlers alors que l’attaque japonaise sur Pearl Harbor a déjà eu lieu sans déclaration de guerre. Pour la première fois de l’histoire, les États-Unis et le Japon se font la guerre.
Roosevelt a été accusé par ses ennemis politiques d’avoir laissé perpétrer l’agression dont il était au courant pour forcer le Congrès et l’opinion à accepter la guerre. Cependant, s’il paraît clair que les mesures de sécurité qui s’imposaient en raison de la forte tension n’ont pas été prises à temps, rien ne prouve, pour autant, la culpabilité de Roosevelt.

## Guerre du Pacifique (1941-1945)
L'extension du conflit à partir de sa base continentale en Chine et en Indochine, débute en décembre 1941, à partir de l'entrée en guerre officielle de l'Empire du Japon contre les États-Unis, le Royaume-Uni, les Pays-Bas et l'Australie. Les Japonais connaissent des succès fulgurants au début du conflit et s'emparent de vastes territoires mais sont lentement repoussés par la supériorité industrielle américaine. Le théâtre asiatique de la Seconde Guerre mondiale se distingue du théâtre européen par le rôle capital joué par les marines de guerre dans le dénouement du conflit. En revanche, les crimes de guerre du Japon Shōwa n'ont rien à envier à ceux de l'Allemagne. Ce conflit eut d'importantes conséquences en affaiblissant les puissances coloniales européennes qui connaîtront toutes la phase de décolonisation après la guerre. La guerre se termine avec la capitulation sans conditions du Japon le 2 septembre 1945, après des mois de bombardement incendiaire intense et la destruction des villes d'Hiroshima et Nagasaki par la bombe atomique.

## Occupation du Japon par les États-Unis (1945-1952)
Le commandant en chef des forces alliés dans le Pacifique, le général Douglas MacArthur, devient gouverneur militaire du Japon après la reddition de celui-ci. Il doit assurer la direction d'un pays exsangue, qui doit rapatrier, au lendemain de la guerre, 6 millions de compatriotes sur l’archipel. De plus, il doit céder les trois quarts des terres que l'Empire du Japon avaient colonisées dans le cadre de sa politique expansionniste en Asie.
La structure administrative impériale est préservée, quoique les forces d'occupation américaines soient les seules maîtresses à bord jusqu'à la tenue d'élections libres. Mais, la situation du pays est catastrophique, avec des villes en ruine et de faibles récoltes laissant présager une famine imminente. De fait, les autorités d'occupation ont bien du mal à faire face aux problèmes qui lui sont liés : ceux de la misère sociale, du chômage, de la prostitution et du marché noir.
De leur côté, les États-Unis font l'expérience du nation building afin de mettre fin, dans la mentalité des vaincus, à un militarisme dont le radicalisme avait stupéfié tous les belligérants. La comparaison avec l'époque des Empires amène les médias à surnommer MacArthur « vice-roi du Pacifique ». Le général américain se comporte dans ce pays en proconsul et son rôle s'avère aussi déterminant que celui d'un chef d'État.
L'occupation se termine avec l'application en 1952 du traité de San Francisco. Une administration civile américaine demeura cependant en place aux Îles Ryūkyū jusqu'en 1972.
Dans les années 1950, l’armée américaine teste à une douzaine de reprises ses armes biologiques sur l'ile d'Okinawa.

## Après l'occupation
Le traité de San Francisco de 1951 est couplé au traité de sécurité entre les États-Unis et le Japon qui place le pays sous la totale dépendance des Américains en matière de sécurité (avec le maintien d'importantes bases militaires notamment, outre celle d'Okinawa Hontō, à Yokosuka, Misawa ou Kadena) tandis que Washington peut décider unilatéralement, sans consulter le gouvernement japonais, d'augmenter ou de diminuer la taille de ses troupes présentes dans l'archipel. La guerre de Corée vient toutefois rapidement bouleverser cette tutelle militaire de fait : le Japon devient alors un atout stratégique dans la Guerre froide, et la concentration des militaires américains dans l'effort de guerre pousse Tokyo, avec l'aval des États-Unis, à se doter de Forces d'autodéfense afin d'assurer les missions de sécurité nationale à l'intérieur du territoire. Le Traité de coopération mutuelle et de sécurité entre les États-Unis et le Japon du 19 janvier 1960, redéfinissant celui de 1951, permet d'établir un rapport de force plus équilibré entre les deux pays, les États-Unis se voyant contraints de consulter le gouvernement japonais pour utiliser leurs bases, ou pour introduire des armes nucléaires dans le territoire. Le traité offre néanmoins une quasi-extraterritorialité aux bases américaines et une forme d’impunité aux militaires. Il constitue également l'un des piliers de la diplomatie japonaise de l'après-guerre, à savoir le maintien de relations privilégiées entre Tokyo et Washington. Il fit l'objet d'un rejet populaire massif autant que violent.
Le yen devient une monnaie flottante en 1971, en raison de la fin de l'étalon-or, qui constitua l'un des chocs Nixon. Le yen s'apprécia alors de manière importante. Le gouvernement Nixon se mit aussi à favoriser la République populaire de Chine, alors que Washington et Tokyo avaient jusqu'alors entretenu des relations privilégiés avec Taïwan. Ce changement de politique fut ressenti comme un choc, car Nixon avait pris cette décision sans consulter au préalable les Japonais. Nixon augmenta aussi les taxes sur les importations de textiles en provenance du Japon et avait menacé de réduire les exportations de soja vers l'Archipel.
Les années 1980 sont marquées par l'exportation massive vers les États-Unis de produits à haute valeur ajoutée (télévisions, automobiles, appareil photo, magnétoscopes). Ce miracle économique japonais est principalement dû au faible coût de production (bas prix, forte productivité, bas salaires), mais aussi à une stratégie industrielle visant à imiter les produits concurrents afin de limiter les investissements et les délais liés à la recherche. En réponse à ces pratiques, les États-Unis imposent des quotas d'importation aux copies japonaises et menacent le Japon de sanctions économiques, ce qui a pour effet la dégradation des relations commerciales entre les deux nations.
La presse et l'opinion publique américaines se montent très critique à l'égard du Japon, perçu comme un concurrent économique, dans les années 1980 et 1990. Le Japon contribue à hauteur de 13 milliards de dollars à la guerre contre l'Irak en 1991. Pourtant, la presse s’en est prise à une  « contribution réticente », à une pratique « rarement claire et jamais audacieuse ».
Fin juillet 2015, quelques semaines après l'annonce de l'espionnage de l'Élysée par la NSA, Wikileaks dévoile que les États-Unis ont espionné de hauts responsables du gouvernement et d'entreprises japonais telles que Mitsubishi, ainsi que le gouverneur de la banque centrale Haruhiko Kuroda, depuis au moins septembre 2006.
Avant son élection en novembre 2016 à la Présidence des États-Unis, Donald Trump fait part de son souhait de revenir sur les accords militaires avec le Japon et la Corée du Sud, expliquant que les États-Unis n'ont plus les moyens d'offrir une protection à leurs partenaires d'Asie du Nord-Est, et que ces alliances du passé ne servent plus les intérêts de son pays. Il se dit prêt à envisager un retrait des 80 000 militaires américains basés dans la région, à moins que le Japon et la Corée du Sud n'acceptent de payer beaucoup plus. Donald Trump leur suggère par ailleurs de se doter de l'arme nucléaire pour répondre à la menace nord-coréenne. Il se plaint également de la qualité de la relation commerciale bilatérale, dénonçant un yen trop faible et un marché japonais trop fermé aux automobiles américaines.
Lors de sa rencontre de février 2017 avec Shinzo Abe, Trump n'insiste plus sur la valeur de la devise japonaise ni sur le déséquilibre des échanges, plaidant seulement pour la construction d'une relation commerciale « libre, juste et réciproque », convaincu par les explications de Shinzo Abe. Le premier ministre japonais a de plus précisé que son pays était prêt à faire plus d'efforts en matière de défense.
Le Japon verse environ 2 milliards de dollars pour compenser le coût des 54 000 militaires américains dans le pays. Le président américain Donald Trump fait pression sur Tokyo afin de faire quadrupler ce montant.